# Weinecke

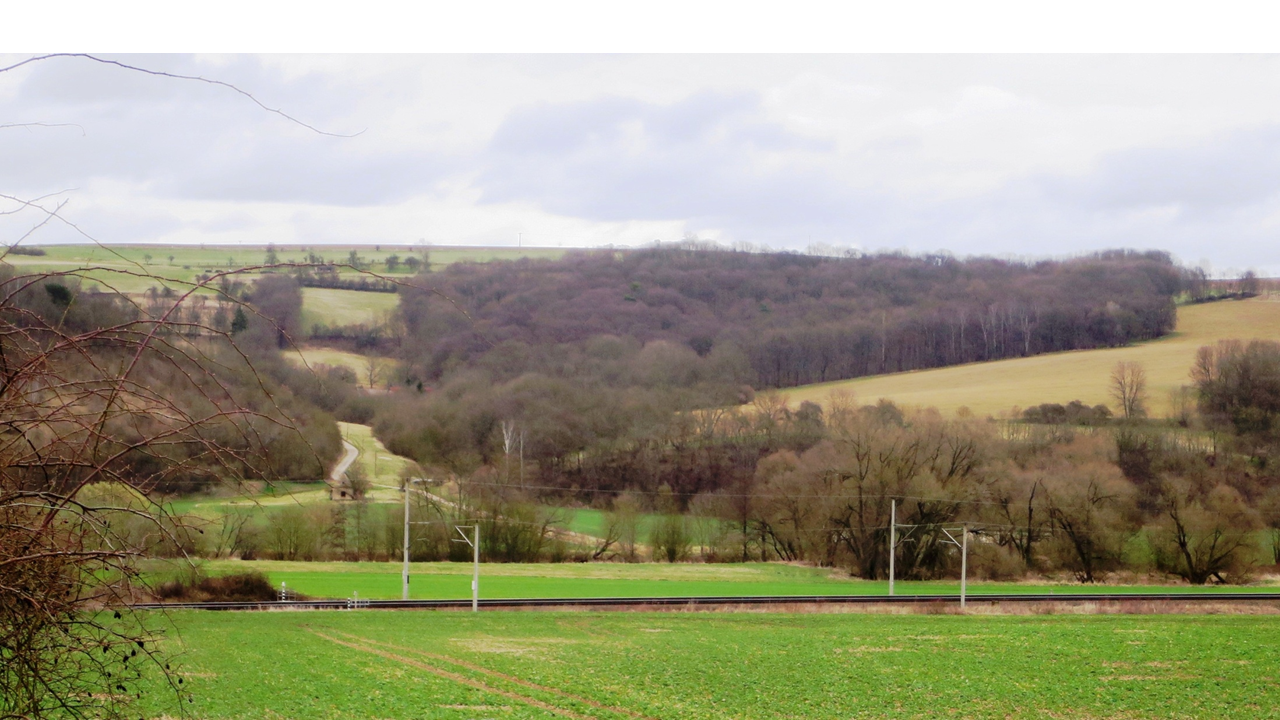
Lage des Flurstücks „Schloss“

Weinecke bezeichnet eine Siedlung mit namensgebender Burgstelle im Flurstück „Schloss“ in der Flur Schieben OT von Naumburg (Saale). Dieser Ort ist heute Teil des Ortes Schieben. Der Name Weinecke geriet bereits im 16. Jahrhundert in Vergessenheit. Die Burg war zum Teil Lehen der Markgrafen von Meißen und des Bischofs von Naumburg. Erstmals wird die gleichnamige Ministerialenfamilie im Jahr 1271 genannt, letztmals 1353. Später hatten es die Herren von Büßleben und von Ebersberg in Besitz. Während der Zeit der Herren von Ebersberg scheint die Burg zerstört worden zu sein, wahrscheinlich im Zusammenhang mit dem Sächsischen Bruderkrieg. Der Ort Weinecke existierte dem Namen nach noch bis Mitte des 16. Jahrhunderts, bevor er im Nachbarort Schieben aufging. Heute erinnert daran lediglich der Flurname „Schloss“ und ein in der Umgebung auftretender Familienname „Weinecke“.